# Chen Lijiao
En una onomàstica xinesa Chen es el cognom i Lijao el prenom.
Chen Lijiao (xinès simplificat:陈力娇) ( Heilongjiang -  ) Escriptora i critica literària xinesa. Autora de contes i especialment de microrelats.

## Biografia
Chen Lijiao va néixer a la província xinesa de Heilongjiang. Va començar a escriure l'any 1987 i les seves primeres publicacions daten de l'any següent. El 1989, va ser admesa a l'Institut Literari Lu Xun (鲁迅文学院) i desprès a les classes d'escriptura la Universitat Fudan de Shanghai (上海复旦大学), per un període de dos anys.

#### Carrera literària
Una de les primeres publicacions que la va donar a conèixer va ser una col·lecció de vuit contes i quatre contes "mitjans" publicats el 1996: "El teatre" (戏园) - el teatre d'un món trist i dolorós, un  món "normal" vist per algú que no ho és (“A Life of Puppets” (傀儡人生) o un món retorçat vist per una nena de cinc anys que aspira a alliberar-se de les limitacions de la cultura materna.
Va aprofundir el seu estil de sàtira social en una altra col·lecció de tres contes “mitjans” i tretze contes, publicats el 2002, el títol dels quals evoca una mena de Comèdia humana que s'ha comparat amb l'obra i amb l'estil de l'escriptor francès Honoré de Balzac i també amb la d'autors xinesos com Lao She (老舍) o Feng Jicai (冯骥才).
E 2006, va publicar una novel·la, "Amors de palla" (草本爱情), que està construïda com una sèrie de contes sobre una trentena de personatges de tota mena, i una col·lecció de 24 mini-contes, "Amors immortals" (不朽的情人).
El desembre de 2008 va aparèixer un recull de 73 microcontes que s'havien publicat anteriorment en diverses revistes i on va continuar la seva exploració de la societat del seu temps, amb el seu materialisme i la seva manca d'espiritualitat, però també les seves aspiracions, i els seus impulsos.
"La vida es guanya" (赢你一生), va ser un gran èxit i va consolidar a Chen Lijiao com una autora destacada de la microficció. El maig de 2010, la seva col·lecció de microcontes, "Papa, sóc Cara" (爸爸，我是卡拉), va confirmar el seu domini del gènere. Però al mateix temps va  tornar a escriure contes curts i mitjans, amb dos reculls: - l'abril de 2010, "El barri molt proper" (非常邻里), que inclou cinc històries mitjanes i cinc històries curtes, - i al maig de 2012, “El bol de porcellana blava i blanca” (青花瓷碗) amb catorze contes.
Es membre de l'Associació de Microficció de Zhengzhou presidida per Ling Dingnian (凌鼎年).
Ha guanyat els 7è, 8è i 9è Premis Provincials de Literatura i Art de Heilongjiang, el 5è Premi Nacional de Novel·la   (“全国第五届小小说金麻雀奖” (Golden Sparrow).
En els seus "blogs" a Internet ha publicat una quantitat important dels seus microrelats